# Angelo (araldica)
Angelo è un termine utilizzato in araldica per indicare uno spirito celeste in forma di garzoncello, sempre sbarbato, vestito, colle ali lunghe ed aperte, le mani giunte ed il corpo in maestà.
L'angelo, spesso rappresentato con le fattezze di una fanciulla, è solitamente vestito con una lunga dalmatica ed ha le ali quasi sempre con le punte rivolte in basso, cioè abbassate. L'arcangelo Michele si riconosce dal fatto che è armato, e spesso intento ad atterrare un drago.
In molti casi un angelo, rappresentato anche in forme diverse da quella ordinaria sopra indicata, è utilizzato come tenente dello scudo. Altri angeli compaiono spesso armati di spada e, talora, di bilancia come simboli di giustizia divina.

Arcangelo Michele con spada e bilancia (Schopfheim, Germania)
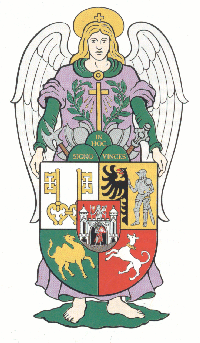
Angelo tenente uno scudo (Plzeň, Repubblica Ceca)
Angelo tenente uno scudo (Toruń, Polonia)
Angelo nello stemma di Głubczyce, Polonia
Stemma di Gerzensee, Svizzera
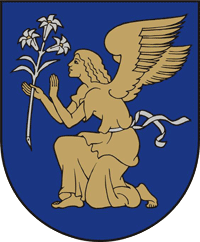
Angelo inginocchiato (Grinkiškis, Lituania)
Di nero, a tre angeli d'oro, con le mani giunte e le ali spiegate (Limeux, Francia)